# Ганачівка
Ганачі́вка — село в Україні, у Львівському районі Львівської області. Орган місцевого самоврядування — Станимирська сільська рада. Населення становить 466 осіб.

## Історія
Село вперше згадується 5 листопада 1394 року у заповіті представника боярського роду Ходорівських Дмитра Васька Волчковича..
У 1927 році Ганачівка була у власності графа Альфреда Потоцького та Т. Вірк. На той час в селі мешкало 673 особи. В селі був коваль Я. Ільків та працював млин А. Стрікса. У 1944 році граф Альфред Потоцький виїхав до Перу.
Неподалік Ганачівки до 1944 року розташовувалося село Ганачів, знищене 2 травня 1944 року військами СС, мешканців якого захищали підрозділи АК під командуванням Яна Антонова «Майка»..

## Археологічні знахідки
У липні 2008 року археологічна експедиція лабораторії археологічних досліджень НДЛ-81 історичного факультету Львівського національного університет імені Івана Франка на чолі з доцентом кафедри археології, історії стародавнього світу та середніх віків Романом Берестом відкрила поблизу села Ганачівка велике поселення липицької культури (II–III ст. н. е.). Серед знайдених речей — унікальна пам'ятка — дитяча іграшка, якій близько 2 тисяч років.
За словами Романа Береста, поблизу села Ганачівки планувалося спорудження кількох ставків, і археологи вирішили провести перед будівництвом розвідку. Оскільки перед археологами тут вже трохи «попрацював» бульдозер, то історикам не потрібно було докладати великих зусиль, щоб відкрити залишки поселення. Серед знайдених речей численні зразки кераміки (тут знаходився значний гончарний центр), вироби з металу, фібула, скляна намистина і найцікавіша — глиняна дитяча іграшка у вигляді птаха.

## Пам'ятки
- Церква Собору святого Йоана Хрестителя (розібрана наприкінці XVIII століття);
- Церква святого Миколая, споруджена у 1800 році як костел святої Марії Магдалини. Нині належить до Перемишлянського деканату Львівської єпархії ПЦУ.
- Церква святого Миколая, споруджена у 1910 році. Нині належить до Бібрського деканату, Стрийської єпархії УГКЦ.

## Відомі люди
- На сільському цвинтарі поховано видатного українського скульптора Григорія Кузневича.
- Ганна Миколаївна Гопко

## Галерея

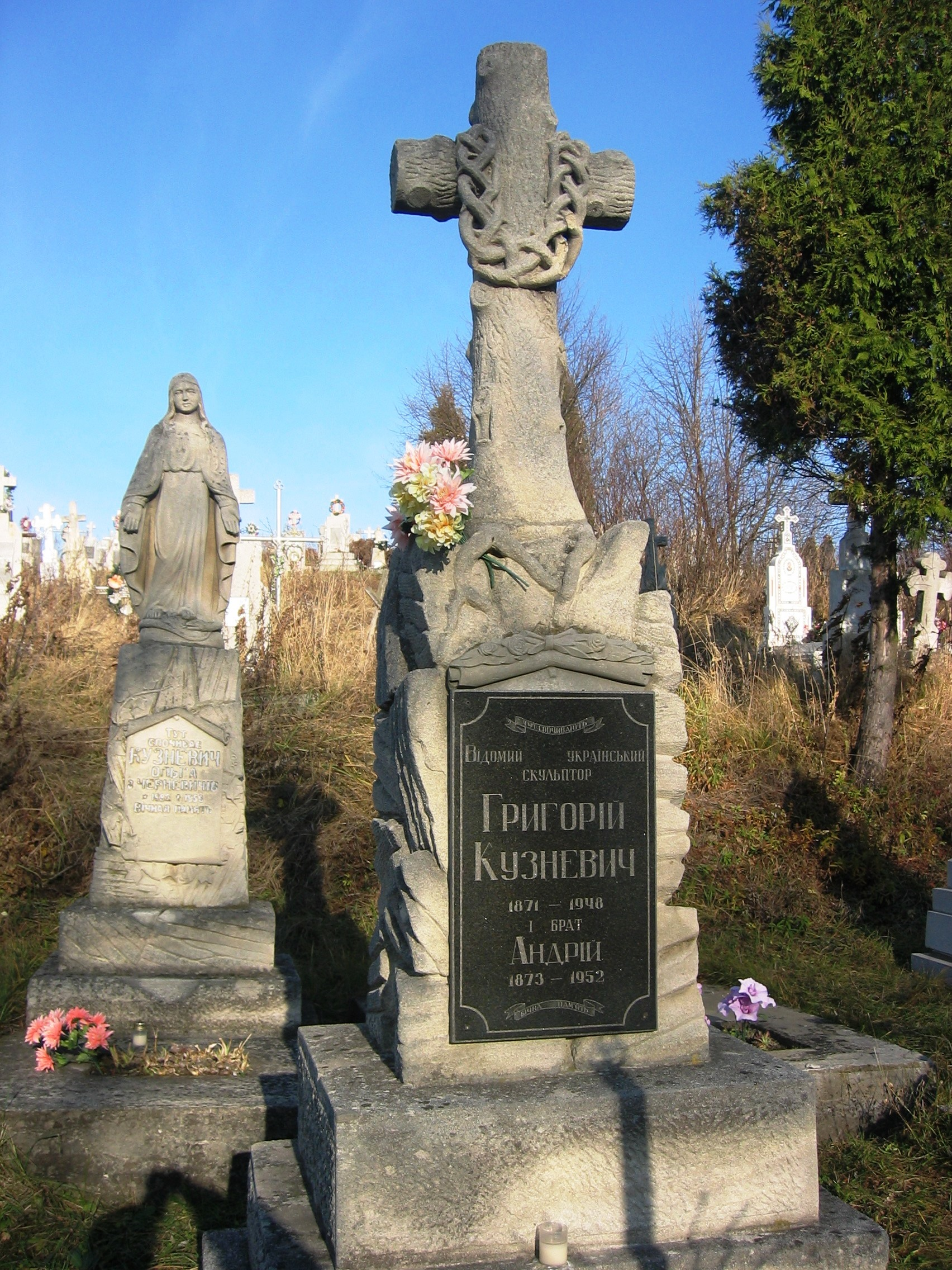
Могила скульптора Григорія Кузневича в с. Ганачівка на місцевому цвинтарі